# Territoire antarctique australien
Le territoire antarctique australien (en anglais : Australian Antarctic Territory) est une partie de l'Antarctique revendiquée par l'Australie. Il s'étend en dessous du 60e parallèle sud et d'ouest en est de 44°38' E à 160° E, en excluant la terre Adélie. Sa superficie estimée est d'environ 6 119 818 km2, soit la plus grande revendiquée par un État en Antarctique.

## Histoire et description
Le Royaume-Uni, qui désirait prendre contrôle de l'Antarctique, approcha en 1920 la Nouvelle-Zélande et l'Australie, États autonomes de l'Empire britannique, pour leur proposer de prendre contrôle d'une partie de l'Antarctique. En 1921, une réunion au Bureau des Colonies attribue à l'Australie les terres situées entre 160°E et 89°E. Cependant, si la Nouvelle-Zélande prend possession de son territoire formellement dès 1923, l'Australie, pourtant bien plus enthousiaste, voit sa revendication perturbée par les décrets du Gouvernement français de 1924 affirmant la souveraineté de ce pays sur la terre Adélie, dont le principe est reconnu par le Royaume-Uni lors de la Conférence impériale de 1926.
Le Gouvernement britannique était également désireux que les prétentions australiennes fussent appuyées par des expéditions dans cette région encore peu connue. L'explorateur australien Douglas Mawson, qui avait dirigé quinze ans plus tôt l'expédition antarctique australasienne (1911-1914), en proposa donc une nouvelle. Celle-ci, l'Expédition BANZARE (1929-1931), permit de cartographier de nombreux territoires inconnus, et servit de base à la proclamation de l'Australian Antarctic Territory Acceptance Act 1933. En 1938, un accord avec la France reconnut l'enclavement de la terre Adélie au sein du territoire australien.

La première base australienne s'y est établie le 11 février 1954 et le territoire n'est occupé que par des stations scientifiques dont la plus importante est la base antarctique Mawson.

Les 3 bases australiennes en Antarctique :
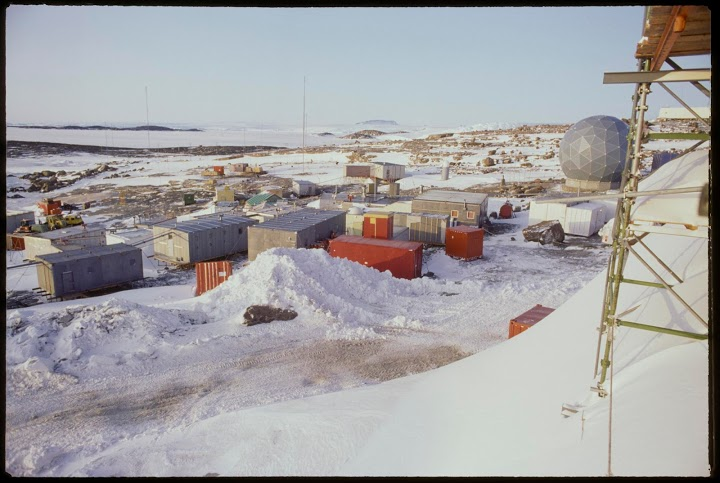
Base Mawson
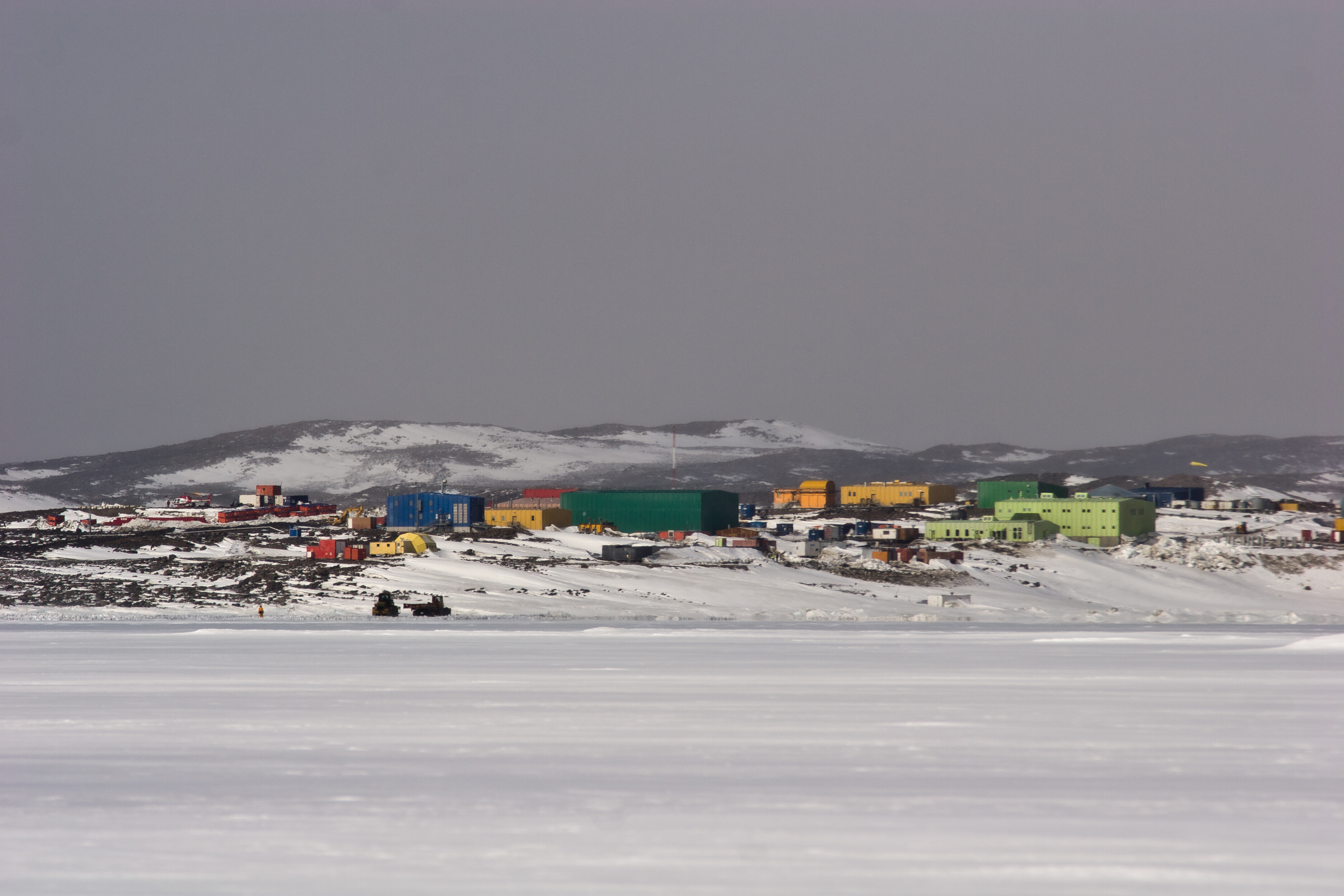
Base Davis
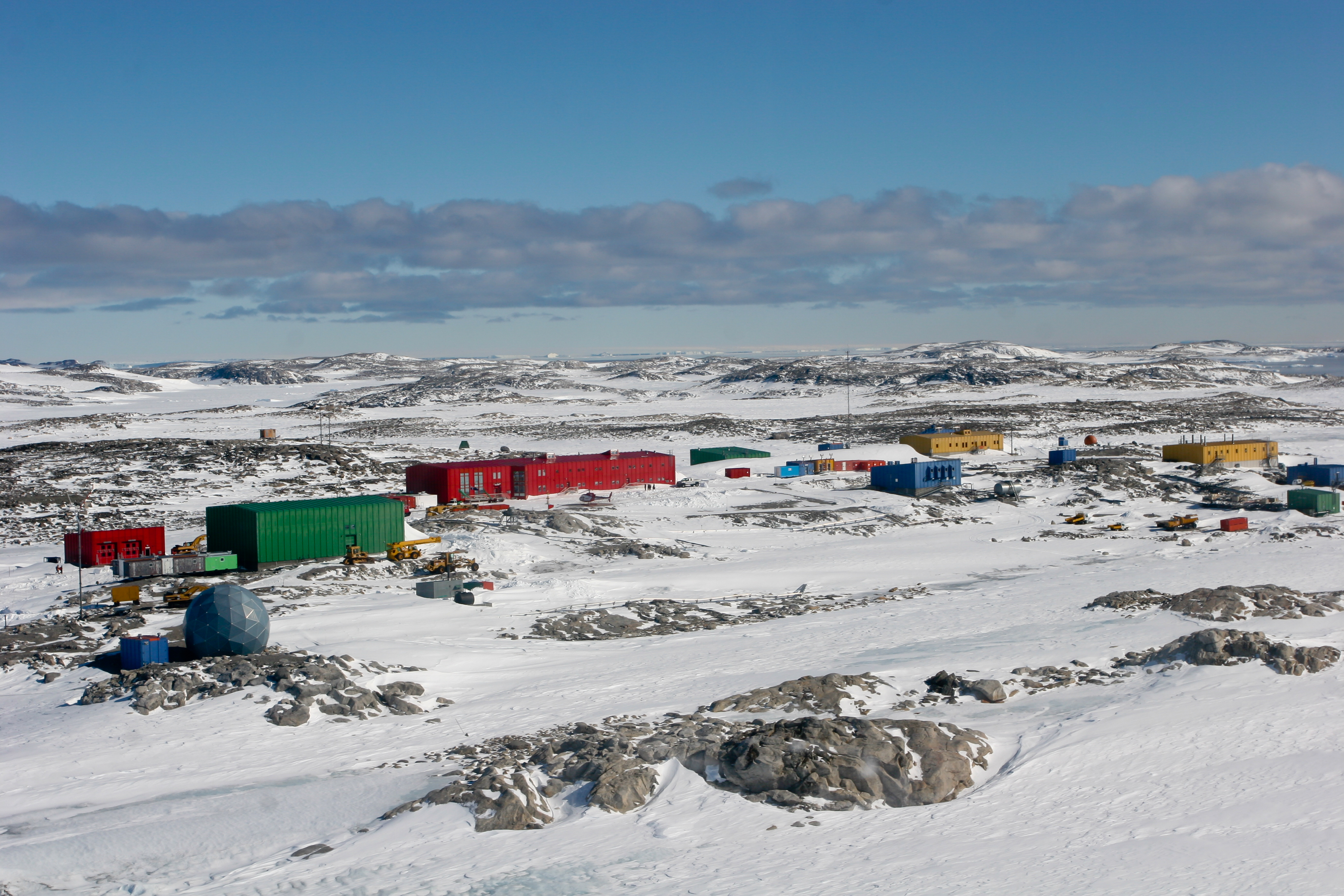
Base Casey

Depuis que l'Australie a signé le traité sur l'Antarctique, les revendications territoriales sont gelées. Toutefois, le Royaume-Uni, la Nouvelle-Zélande, la France et la Norvège ont reconnu l'administration australienne — contrairement au Japon.
La région est administrée par le Département australien de l'Antarctique qui soutient divers projets scientifiques et administre aussi le territoire sub-antarctique des îles Heard-et-MacDonald.
Le Territoire antarctique australien est divisé en neuf districts, à savoir (d'ouest en est) : Terre d'Enderby, Terre de Kemp, Terre de Mac. Robertson, Terre de la Princesse-Élisabeth, Terre Guillaume-II, Terre de la Reine-Mary, Terre de Wilkes (d'une superficie de 2 600 000 km2), Terre de George V, et Terre de Oates.